# George Haydock
Pour les articles homonymes, voir Haydock.
George Haydock, né en 1556 à Cottam Hall, Preston, Lancashire en Angleterre et mort à Tyburn le 12 février 1584 est un prêtre martyr catholique anglais arrêté et exécuté sous le règne d'Elizabeth Ire.

## Biographie
Né dans une famille anglaise demeurée fidèle à l'Église catholique, il s'exile en France au milieu des années 1570 avec son père et son frère Richard. Son père Evan devenu veuf s'inscrit au collège anglais de Douai et deviendra prêtre. George ainsi que son frère Richard suivront le même parcours. George est inscrit au même collège anglais de Douai et, après un passage par le collège anglais de Rome, est ordonné prêtre à Reims en 1581 tandis que son frère Richard est devenu professeur de théologie à Rome. En décembre de cette même année il retourne en Angleterre. À la suite d'une visite d'une de ses connaissances, un ami dont il découvrira l'apostasie, il est arrêté (dénoncé par ce même ami). Il est alors incarcéré à la prison de la tour de Londres où il reste consigné pendant près de 15 mois. Bénéficiant d'une sorte de traitement de faveur - il souffre de la malaria, maladie contractée lors de son séjour à Rome - il est libre de ses mouvements dans la prison. Il peut aussi exercer son ministère de prêtre à l'intérieur de l'établissement. Le 5 février 1583 néanmoins il est condamné à mort pour avoir, lors de son procès, affirmé en conscience que la reine, pour s'être déclarée cheffe suprême de l'Église en Angleterre, était hérétique. Le 12 février il est exécuté ainsi que 4 autres prêtres avec lui, Thomas Hemerford, James Fenn, John Nutter et John Munden. Le supplice infligé est celui réservé aux traîtres à savoir pendaison, éviscération et écartèlement.

## John Munden
Pour les articles homonymes, voir Munden.
Né en 1543 dans une famille fortunée restée fidèle à l'Église catholique John Munden reçoit une bonne éducation d'abord au Winchester College où il est pensionnaire avant d'étudier le droit au New College (Oxford), un des plus vieux établissements d'Oxford fondé par William de Wykeham en même temps que le Winchester college. Son refus de rejoindre l'Église anglicane fait qu'il ne sera pas diplômé. Il accepte alors un poste de maître d'école dans le Dorset. En 1580 il se rend alors sur le continent où il rejoint le collège anglais de Douai alors déplacé à Reims. Officiellement il part pour y étudier le droit civil. En réalité il se prépare à devenir prêtre. En 1581 il rejoint le collège anglais de Rome où il étudie la théologie catholique. De retour l'année suivant à Reims il est ordonné prêtre. Immédiatement il prend la mer et revient en Angleterre. En février 1583 il est arrêté, emmené à Londres et emprisonné à la tour de Londres. Il reste emprisonné une année pendant laquelle il subit interrogatoires et tortures. Il aura à faire entre autres avec Francis Walsingham lors de sa captivité. Il est finalement reconnu coupable de haute trahison et est condamné à mort. Il subit le supplice réservé aux traîtres à savoir pendaison, éviscération et écartèlement.

## Vénération
Déclaré bienheureux par Jean-Paul II en 1987 George Haydock est compatibisé dans la liste des martyrs de Douai. Il est l'un des quatre-vingt-cinq Quatre-vingt-cinq martyrs d'Angleterre et de Galles, béatifié par ce dernier et vénéré par l'Église catholique le 12 février individuellement.
Quant à John Munden il fut béatifié en 1929 par Pie XI avec cent six autres catholiques martyrisés comme lui. Figurant aussi dans la liste des martyrs de Douai il est vénéré par l'Église catholique le 4 mai avec le groupe des Cent sept martyrs d'Angleterre et du pays de Galles et individuellement le 12 février.